# زیست‌توده لیگنوسلولزیک

لیگنوسلولزها

لیگنوسلولزها به ماده گیاهی خشک (زیست توده)، به اصطلاح زیست توده لیگنوسلولزی اشاره دارد. این ماده به‌طور کامل در دسترس‌ترین ماده خام موجود در کره زمین برای تولید سوخت‌های زیستی و عمدتاً بیو اتانول است. این ماده از پلیمرهای کربوهیدرات (سلولز، همی سلولز) و یک پلیمر معطر (لیگنین) تشکیل شده‌است. این پلیمرهای کربوهیدرات حاوی مونومرهای مختلف قند (شش و پنج کربنه) هستند و به لیگنین متصل می‌شوند. زیست توده لیگنوسلولزیک را می‌توان به‌طور کلی در زیست توده بکر، زیست توده زباله و محصولات انرژی طبقه‌بندی کرد. زیست توده دست نخورده شامل تمام گیاهان طبیعی مانند درختان، بوته‌ها و علف‌ها است. زیست توده زباله به صورت محصول جانبی کم ارزش از بخش‌های مختلف صنعتی مانند تولید کشاورزی (ضایعات ذرت، تفاله نیشکر) و همچنین دور ریزهای نجاری است. از زیست‌سوخت‌های با عملکرد بالا به عنوان ماده اولیه تولید سوخت زیستی نسل دوم می‌توان به چمن‌ترکه و علف فیل اشاره کرد.

## محصولات انرژی اختصاصی
بسیاری از محصولات به دلیل توانایی آنها در تأمین بازده زیاد زیست توده مورد توجه هستند و می‌توان هر سال چندین بار از ان برداشت کرد. از جمله درختان صنوبر و Miscanthus giganteus. محصول برتر انرژی، نیشکر است که منبعی از ساکارز قابل تخمیر و باگاس فراورده فرعی لیگنوسلولزی است.

## کاربرد

### صنعت خمیر کاغذ
زیست توده لیگنوسلولزیک ماده اولیه صنعت کاغذ و خمیرکاغذ است. این صنعت پر مصرف انرژی بر جدایی بخشهای لیگنین و سلولزی زیست توده متمرکز است.

### سوخت‌های زیستی
زیست توده لیگنوسلولزیک، به صورت سوخت چوب، سابقه طولانی به عنوان منبع انرژی دارد. از اواسط قرن بیستم، علاقه به زیست توده به عنوان پیش ماده سوخت مایع افزایش یافته‌است. به‌طور خاص، تخمیر زیست توده لیگنوسلولزی به اتانول یک مسیر جذاب برای سوخت است.